# 泉都大街駅
泉都大街駅（せんとだいがいえき）は、中華人民共和国江蘇省南京市江寧区聖湯大道と泉都大街の交差点にある、南京地下鉄S6号線の駅である。

## 駅名
駅名については、事業着手当初は南京地下鉄集団は「湯山駅」の仮称を用いており、2020年7月2日に「湯山新城駅」を駅名として第一次公示され、2020年8月17日に駅名が「泉都大街駅」に決定したことが発表された。 

## 歴史
- 2021年12月28日S6号線の駅として開業。

## 駅構造
島式ホーム1面2線の地下2層構造の駅である。                                         

### のりば
| 番線 | 路線             | 方面                               | 行先     |
| ---- | ---------------- | ---------------------------------- | -------- |
|      | 南京地下鉄S6号線 | 麒麟門・馬群 方面                  | 長巷行き |
|      | 南京地下鉄S6号線 | 黄梅・童世界・華陽・崇明・句容方面 | 茅山行き |

### 改札・出入口
- 1号:聖湯大道の西側
- 2号:聖湯大道の東側
- 3号:エスカレーター・泉都大街の北側
- 4号:聖湯大道の西側

## 駅周辺
- 湯水河公園
- 南京工業大学浦江学院江寧キャンパス

## 隣の駅
南京地下鉄
■S6号線
湯山駅- 泉都大街駅 - 黄梅駅